# Delfino
Delfino is een Britse fabrikant van auto's. De naam Delfino staat voor dolfijn. Het enige model van Delfino is de Delfino Feroce.